# Ronald Speirs
El teniente coronel Ronald Speirs (20 de abril de 1920 - 11 de abril de 2007) fue un oficial del Ejército de los Estados Unidos que sirvió en la 101.ª División Aerotransportada durante la Segunda Guerra Mundial. Inicialmente fue un jefe de sección en la Compañía Dog del 2.º Batallón del 506.º Regimiento de Infantería Paracaidista. Speirs fue reasignado a la Compañía Easy durante la Batalla de las Ardenas. Speirs sirvió también durante la guerra de Corea, donde mandó una compañía de fusileros, y posteriormente se convirtió en gobernador estadounidense de la prisión de Spandau en Berlín. Durante la Segunda Guerra Mundial llegó al empleo de capitán en Europa, retirándose como teniente coronel.

## Antes de la guerra
Nació en Edimburgo (Escocia), pero creció en Portland, Maine. Speirs, al comenzar su entrenamiento militar, fue asignado a una unidad de infantería, pero se ofreció como voluntario para las tropas aerotransportadas (paracaidistas). Sirvió como jefe de sección en la Compañía Dog en Camp Toccoa (Toccoa, Estado de Georgia)

## Segunda Guerra Mundial
Ronald saltó en Normandía el 6 de junio de 1944 (o Día D) y rápidamente se organizó con unos pocos hombres para crear un puesto de mando en una granja desocupada. Él con unos pocos soldados ayudaron al asalto a Brécourt Manor que hizo la compañía Easy para tomar unos cañones de 105 mm. Más tarde comenzaron a circular rumores entre los soldados, según los cuales, Speirs habría asesinado a 20 prisioneros alemanes capturados el Día D después de haberles ofrecido cigarrillos y encendérselos. Sin embargo, Speirs nunca confirmó o negó tales rumores. (Ver más en la sección Rumores).
Aunque participó con la Easy en el asalto del día D, la Compañía Dog no vio tanta acción como lo hizo la Easy, pero aun así participaron en un número significativo de enfrentamientos durante la guerra. Speirs y la Compañía D estuvieron en Bastogne y también con la Easy en el asalto inicial al pueblo de Foy. Durante el transcurso de ese combate, a Speirs se le ordenó relevar al teniente Norman Dike de parte del mayor Richard Winters. De esta manera al mando de la Easy logró una contundente victoria sobre los alemanes en esa acción en Bélgica. Speirs fue reasignado como comandante de la Compañía Easy y permaneció durante el resto de la guerra capturando posiciones y monumentos tales como laKehlsteinhaus (o el Nido del Águila) cerca de Berchtesgaden, el retiro en los Alpes de Adolf Hitler. De todos los que comandaron la Easy durante la guerra, Speirs fue el que duró más tiempo.
Aunque Speirs tenía suficientes puntos para volver a casa después de la campaña en Europa, decidió quedarse con el resto de la Compañía Easy. Japón se rindió producto de las bombas nucleares en Hiroshima y Nagasaki antes de que Speirs y la Compañía Easy fueran trasladados al Frente del pacífico.

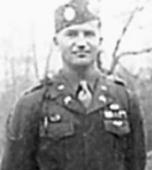
Tte. Ronald Speirs en Bastogne, Dic 1944/Ene 1945

## Después de la guerra
Speirs retornó a su hogar en Inglaterra y al encontrar a su esposa (una antigua viuda de un soldado británico reportado muerto, pero que en realidad había sido hecho prisionero de guerra), se encontró con la sorpresa que ella había vuelto con su exmarido. Se dice que ella conservó toda la platería y las cosas que Speirs había recolectado mientras estaba en Europa. Así Speirs decide quedarse en el Ejército, sirviendo después en la guerra de Corea, donde hizo un salto de combate en ese país y lideró una compañía de fusileros.

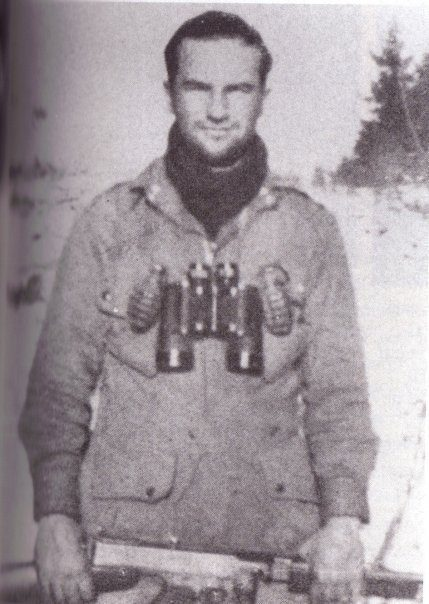

Después de la guerra Speirs tomó un curso para aprender el idioma ruso en 1956 siendo asignado como oficial de enlace con el Ejército Rojo en Potsdam, al Este de Alemania. En 1958 se convirtió en Gobernador de la Prisión de Spandau en Berlín, donde se encontraban encarcelados algunos prominentes nazis como, Rudolf Hess y Albert Speer.
En el libro de Albert Speer, Spandau: The Secret Diaries (), menciona a un duro e irritante comandante estadounidense, pero no proporciona su nombre. Este comandante ha sido identificado desde un principio como Ronald Speirs.
Aunque Speirs no participó regularmente de las reuniones anuales de la Compañía Easy, sí se reunía con muchos antiguos miembros de la Easy de vez en cuando. No obstante, decidió participar en algunas reuniones hace algunos años.
El 11 de abril de 2007 murió a la edad de 86 años.

## Rumores
Speirs fue leyenda durante la Segunda Guerra Mundial por los rumores que se cernían sobre él, especialmente sobre que había asesinado a 20 prisioneros de guerra alemanes mientras hacían una trinchera en el Día D, después de ofrecerles unos cigarrillos. En la serie Band of Brothers y en el libro de Stephen Ambrose se debate mucho sobre esto. Sin embargo, alrededor del año 2000 en una entrevista concedida por Richard D. Winters a John D. Payne, éste afirma que Speirs le confirmó por teléfono dicho rumor ().